# Ato da Terra de Rupert
O Ato da Terra de Rupert de 1868 foi uma legislação autorizando a transferência da Terra de Rupert do controle da Hudson's Bay Company para o Domínio do Canadá. A transferência ocorreu em 1869 e foi consumada em 1870 com o pagamento de uma consideração de £300,000.00 à Hudson's Bay Company, como mandado pela Ordem de Terra de Rupert e Território do Noroeste de 1870. Sob este acordo, a HBC também reteve direito a vinte por cento das terras aráveis do território.